# Scuola Grande di San Giovanni Evangelista
Scuola Grande di San Giovanni Evangelista – budynek Wielkiej Scuoli św. Jana Ewangelisty w Wenecji, położony w dzielnicy (sestiere) San Polo oraz nazwa bractwa religijnego, założonego w tym mieście w 1261 roku.

## Początek Scuoli
Scuola di San Giovanni Evangelista jako konfraternia została założona w 1261 w kościele Sant’Aponal. W 1301 roku Scuola przeniosła się do kwartału San Stín wynajmując od rodziny Badoer kilka pomieszczeń na najwyższym piętrze hospicjum dla ubogich, starszych ludzi, położonym w sąsiedztwie kościoła San Giovanni Evangelista. W kościele Scuola mogła wykonywać swoje obrzędy religijne. Wynajęte pomieszczenia wyremontowano w latach 1349–1354. Dzięki darowiźnie w 1369 roku relikwii Krzyża, dokonanej przez Philippe’a de Mezieres, kanclerza Królestwa Cypru, szkoła mogła wykupić nie tylko wynajmowane dotąd pomieszczenia, ale i całe hospicjum. W latach 1414–1420 przeprowadziła w nim prace modernizacyjne dostosowując je do swoich wymagań. Dla relikwii Krzyża zbudowano relikwiarz. W 1420 roku zlecono Jacopo Belliniemu namalowanie dwóch cykli obrazów, które jednak wkrótce uległy zniszczeniu. W ostatniej dekadzie stulecia jego syn, Gentile Bellini wraz ze swymi współpracownikami rozpoczęli malowanie cyklu "Miracoli della della Croce reliquia" (Cuda Relikwii Krzyża), który miał zastąpić zniszczone cykle ojca.

## Budynek
W 1454 roku budynek Scuoli został wzbogacony o gotycką elewację boczną oraz o marmurową przegrodę (Septo Marmoreo) z portalem prowadzącym na dziedziniec, zbudowaną w latach 1478–1481 przez Pietra Lombarda. Portal został zwieńczony łukiem z orłem - symbolem Świętego Jana Ewangelisty. W 1498 roku Zgromadzenie Scuoli postanowiło wybudować nową klatkę schodową, a jej projekt i budowę zlecono Maurowi Codussiemu. W I połowie XVI wieku ukończono salę dell'Albergo, a Tycjan i jego warsztat ukończyli serię obrazów przeznaczonych dla stropu sali. Obraz Wizja Świętego Jana Ewangelisty znajduje się obecnie w Waszyngtonie, a dzieła członków warsztatu – w Gallerie dell’Accademia. Pod koniec stulecia Palma młodszy namalował 4 obrazy cyklu Historie z Apokalipsy, przeznaczone dla ścian Sali dell'Albergo. W XVII wieku w Scuoli przeprowadzano prace konserwatorskie, natomiast w kolejnym stuleciu, dzięki wydatnej darowiźnie wyremontowano najwyższe piętro budynku; w 1727 roku, architekt Giorgio Massari rozpoczął restaurację Sali dell'Albergo oraz podniósł o 5 metrów strop Salone di San Giovanni. Przebudował całkowicie ściany nośne i zbudował 12 dużych, owalnych okien aby oświetlić wnętrza. Dziełem Massariego była również marmurowa posadzka w korytarzu (1752). Na ołtarzu w Sala Capitolare umieszczono wielki posąg Świętego Jana Ewangelisty dłuta Giovanniego Marii Morlaitera.

## Zniesienie i reaktywacja Scuoli
12 maja 1797 roku nastąpił kres Republiki Weneckiej. Napoleońskim dekretem z 25 kwietnia 1806 roku Scuola została zniesiona, a jej majątek częściowo sprzedany. Obrazy zostały przejęte przez państwo, ale pozostały w Wenecji wchodząc z czasem w skład kolekcji Gallerie dell’Accademia. Na mocy dekretu przepadek groził relikwiarzowi Krzyża, który miał być zabrany do Palazzo della Zecca celem przetopienia, ale staraniem Giovanniego Andrighettiego został wykupiony i dzięki pośrednictwu patriarchy Wenecji powrócił do Scuoli. Za rządów austriackich planowano zburzenie budynków Scuoli, ale w 1856 roku, staraniem Gaspare Biondettiego Crovato i grupy wenecjan udało się zgromadzić niezbędne fundusze i odkupić budynki od państwa austriackiego, a następnie wznowić działalność Bractwa Świętego Jana Ewangelisty.

## XX wiek
W 1931 roku papież Pius XI podniósł Scuolę do rangi arcykonfraterni.

## XXI wiek
Obecnie budynek Scuoli jest wykorzystywany do organizowania konferencji i koncertów, a gdy nie ma w nim planowanych imprez, jest udostępniony do zwiedzania. 

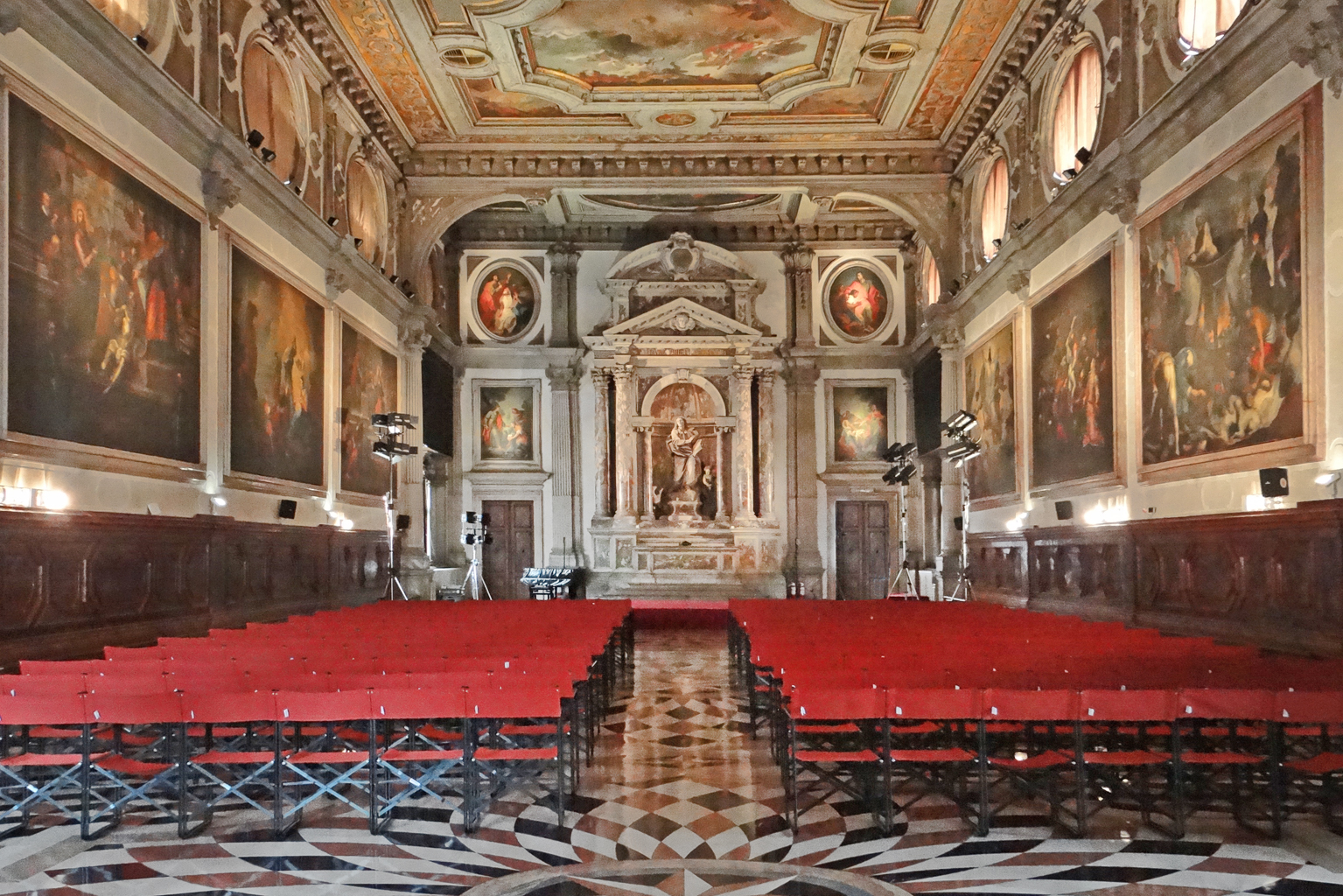
Sala Capitolare
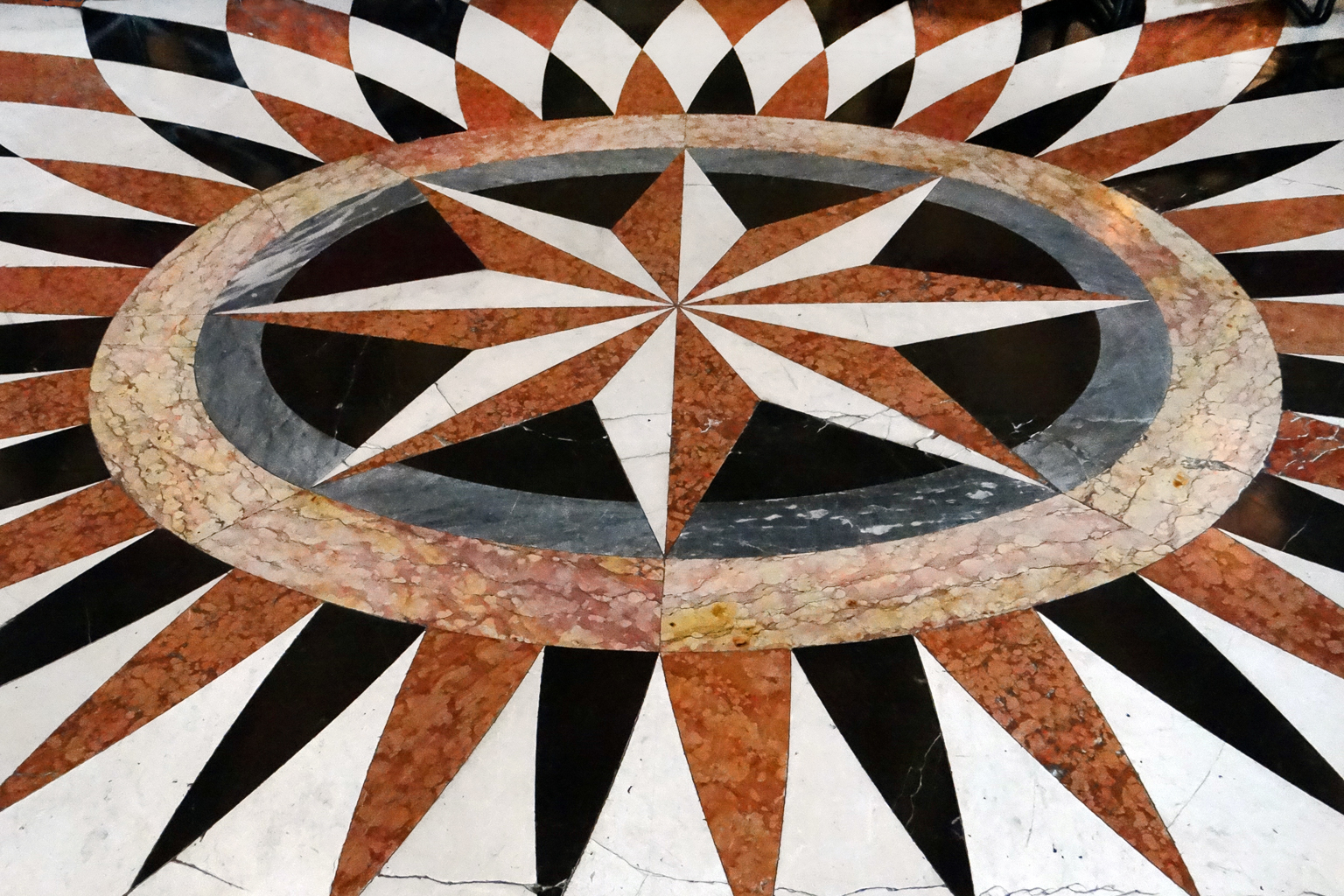
Sala Capitolare – fragment posadzki
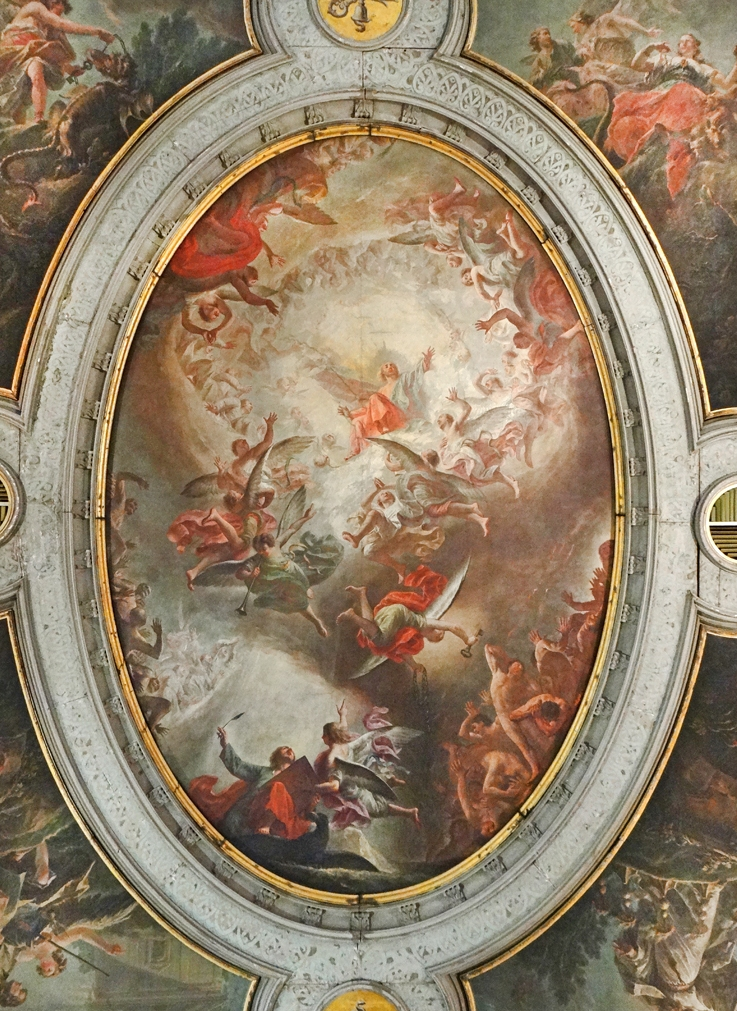
Giuseppe Angeli, plafon Sąd Ostateczny w Sala Capitolare
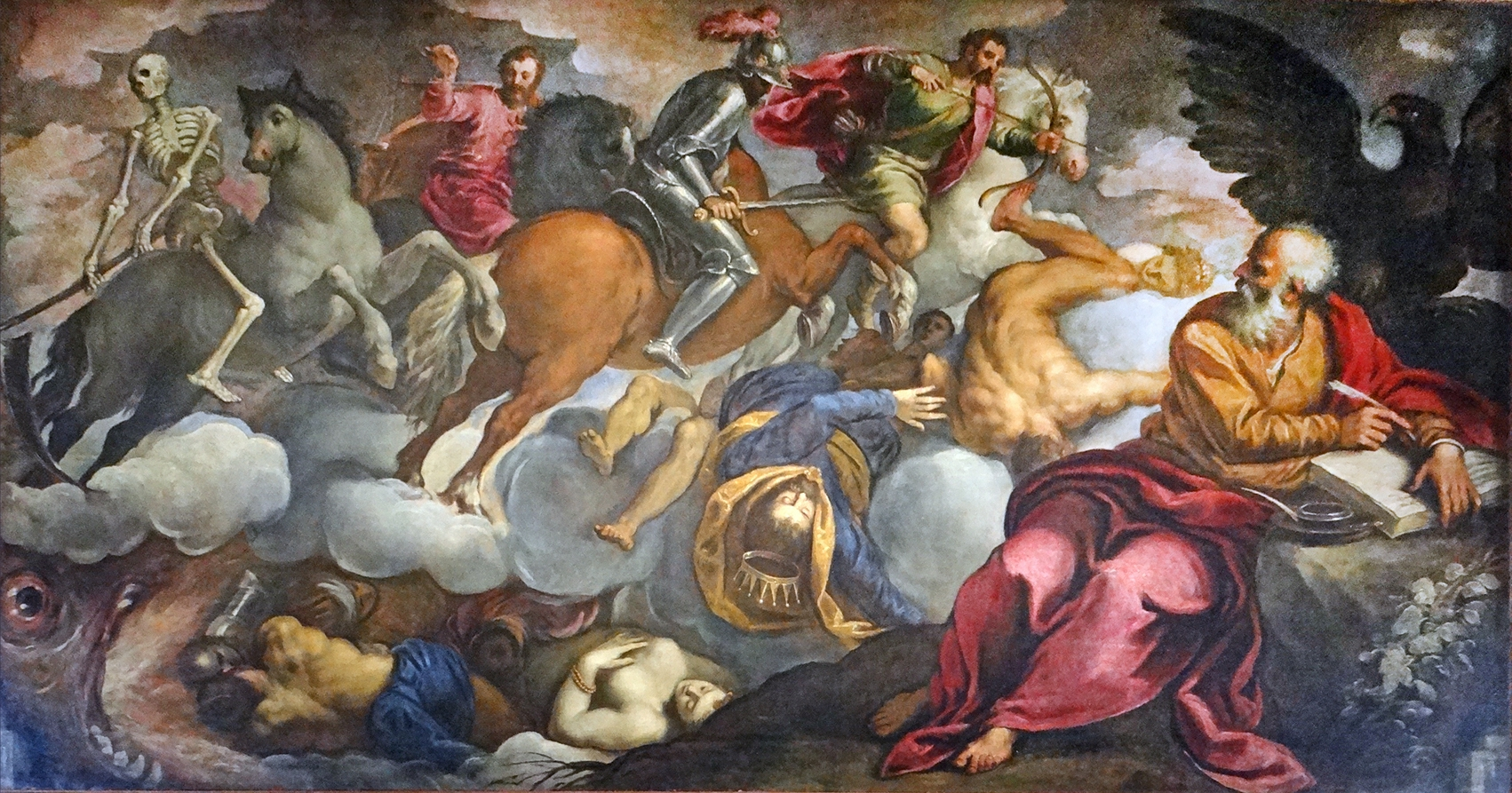
Sala dell'Albergo – Palma młodszy, Czterej jeźdźcy Apokalipsy